# El Refugio, Nayarit
El Refugio är en ort i Mexiko.   Den ligger i kommunen Ruíz och delstaten Nayarit, i den centrala delen av landet, 700 km väster om huvudstaden Mexico City. El Refugio ligger 675 meter över havet och antalet invånare är 175.
Terrängen runt El Refugio är huvudsakligen kuperad, men österut är den bergig. Runt El Refugio är det mycket glesbefolkat, med 5 invånare per kvadratkilometer. Närmaste större samhälle är La Jarretadera, 10,4 km väster om El Refugio. I omgivningarna runt El Refugio växer huvudsakligen savannskog.